# 福山道路
福山道路（ふくやまどうろ）は、広島県福山市における中心市街地域の交通混雑の緩和および沿岸工業地域の発展に寄与することを目的に、岡山県笠岡市茂平から広島県福山市赤坂町大字赤坂へ至る計画で進められている国道2号のバイパス道路である。また、全線が都市計画道路に指定されており、その路線名でもある。

## 概要
地域高規格道路倉敷福山道路の一部を構成する自動車専用道路として計画されている。また、計画区間の一部は「福山南環状線」として地域高規格道路福山環状道路と一体となって福山都市圏の外郭を形成することとなっている。

### 路線データ
- 起点 : 岡山県笠岡市茂平 （国道2号笠岡バイパスと接続予定）
- 終点 : 広島県福山市赤坂町大字赤坂 （国道2号赤坂バイパスと接続予定）
- 延長 : 16.5 km
  - 笠岡都市計画道路指定 -- km
  - 備後圏都市計画道路指定 15.03 km [1]
- 規格 : 第1種第3級（自動車専用道路）[4]
- 設計速度 : 80 km/h [4]
- 道路幅員
  - 土工部 : 20.5 m
  - 高架部（本線部） : 19.5 m
  - トンネル部 : 7.0m
  - 橋梁部（長大橋） : 19.5 m
  - 橋梁部（中小橋） : 20.5 m
- 車線幅員 : 3.5 m
- 車線数 : 4車線

## 歴史
昭和50年代（1975年 - 1984年）に、現計画の東半分にあたる区間（仮称 笠岡西IC - 手城ICに相当）は、笠岡バイパスとともに「笠岡湾バイパス」として当時計画されていた玉島笠岡有料道路（玉島笠岡道路計画の前身）から福山内港へ至るバイパス道路として構想されていた。
ところが、この時代に整備が進められていた山陽自動車道をめぐり福山市東部で激しい反対運動が展開されていたこと、また山陽自動車道の早期整備を図るため、玉島IC - 福山西ICの区間において日本道路公団広島建設局（当時）から整備を引き受けて1972年（昭和47年）より建設省中国地方建設局（当時）による受託施工が行われていたため、並行する国道2号の二次改築について整合・調整を実施。これによりバイパス道路の構想が棚上げとなり、さらに現計画の東半分にあたる区間に並行する形で広島県道3号井原福山港線等で構成される備後圏都市計画道路3・4・620号福山駅大門線（福山市伏見町 - 同市大門町一丁目、総延長 9.15 km 、幅員 20 m ）の整備が進められていたことや、国道2号現道も備後圏都市計画道路3・4・619号津之郷大門線（福山市佐波町 - 同市野々浜、総延長 12.49 km 、幅員 20 m ）として4 - 6車線化されていたこともあり事業化には至らなかった。
その後、平成に入って地域高規格道路として倉敷福山道路の指定が行われ、バイパス道路新設の必要性が出てきたことから全長16.5kmの「一般国道2号福山道路」として計画、うち終点側の3.3kmが2001年度より事業化された。しかし事業に異を唱える沿線の市民団体が根強い反対運動を展開した関係で永らく測量等の着工準備に至らず、実際に着工したのは事業化から18年後の2019年11月であった。

### 年表
- 1994年（平成6年）12月16日 : 倉敷福山道路が地域高規格道路の計画路線に指定。
- 1997年（平成9年）9月10日 : 福山市瀬戸町長和 - 同市赤坂町（L= 3.3 km）が整備区間に指定。
- 2001年（平成13年）
  - 3月29日 : 広島県告示第367号により備後圏都市計画道路1・4・002号福山道路（福山市大門町大字野々浜 - 同市赤坂町大字赤坂、総延長 15.03 km 、幅員 20 m ）[1][11]に指定し、都市計画決定[3]。
  - この年度 : 福山市瀬戸町長和 - 同市赤坂町（3.3 km）を事業化。
- 2006年（平成18年） : 福山市瀬戸町長和 - 同市赤坂町（3.3 km）で用地着手。
- 2017年（平成29年）3月24日 : 福山道路整備促進期成同盟会が発足[12][13]。
- 2019年（平成31年）4月1日 : 福山市瀬戸町地頭分地区で福山道路において初となる工事着手。地頭分高架橋の橋脚建設工事から始められる。
- 2019年（令和元年）11月17日 : 福山市瀬戸町長和 - 同市赤坂町（3.3 km）の起工式を福山市立瀬戸小学校（福山市瀬戸町）にて挙行[14]。

## 地理

### インターチェンジなど
- IC/JCT名は仮称。
- 接続路線名は接続予定の国道・県道。路線名の特記がないものは市道。

| 施設名              | 接続路線名                            | 大阪から (km) | 所在地       |
| ------------------- | ------------------------------------- | ------------- | ------------ |
| 国道2号笠岡バイパス |                                       |               |              |
| 笠岡西IC            |                                       | 223           | 岡山県笠岡市 |
| 引野IC              |                                       | 226           | 広島県福山市 |
| 手城IC              | 広島県道244号福山港線                 | 228           | 広島県福山市 |
| 川口IC              |                                       | 231           | 広島県福山市 |
| 千代田IC            |                                       | -             | 広島県福山市 |
| 長和IC              | 広島県道72号福山沼隈線福山沼隈道路    | -             | 広島県福山市 |
| 瀬戸IC              |                                       | -             | 広島県福山市 |
| 瀬戸JCT             | 広島県道463号津之郷山守線福山西環状線 | -             | 広島県福山市 |
| 赤坂IC              | 国道2号（赤坂バイパス）               | -             | 広島県福山市 |

### 当該道路の位置関係
- （岡山・倉敷方面） - 笠岡バイパス - 福山道路 - 赤坂バイパス - （尾道・広島方面）

## 今後の展望
- 時期未定 : 暫定2車線供用（仮称 長和IC - 赤坂IC、3.3 km）